# Réseau social (internet)
Pour la notion sociologique générale, voir Réseau social.

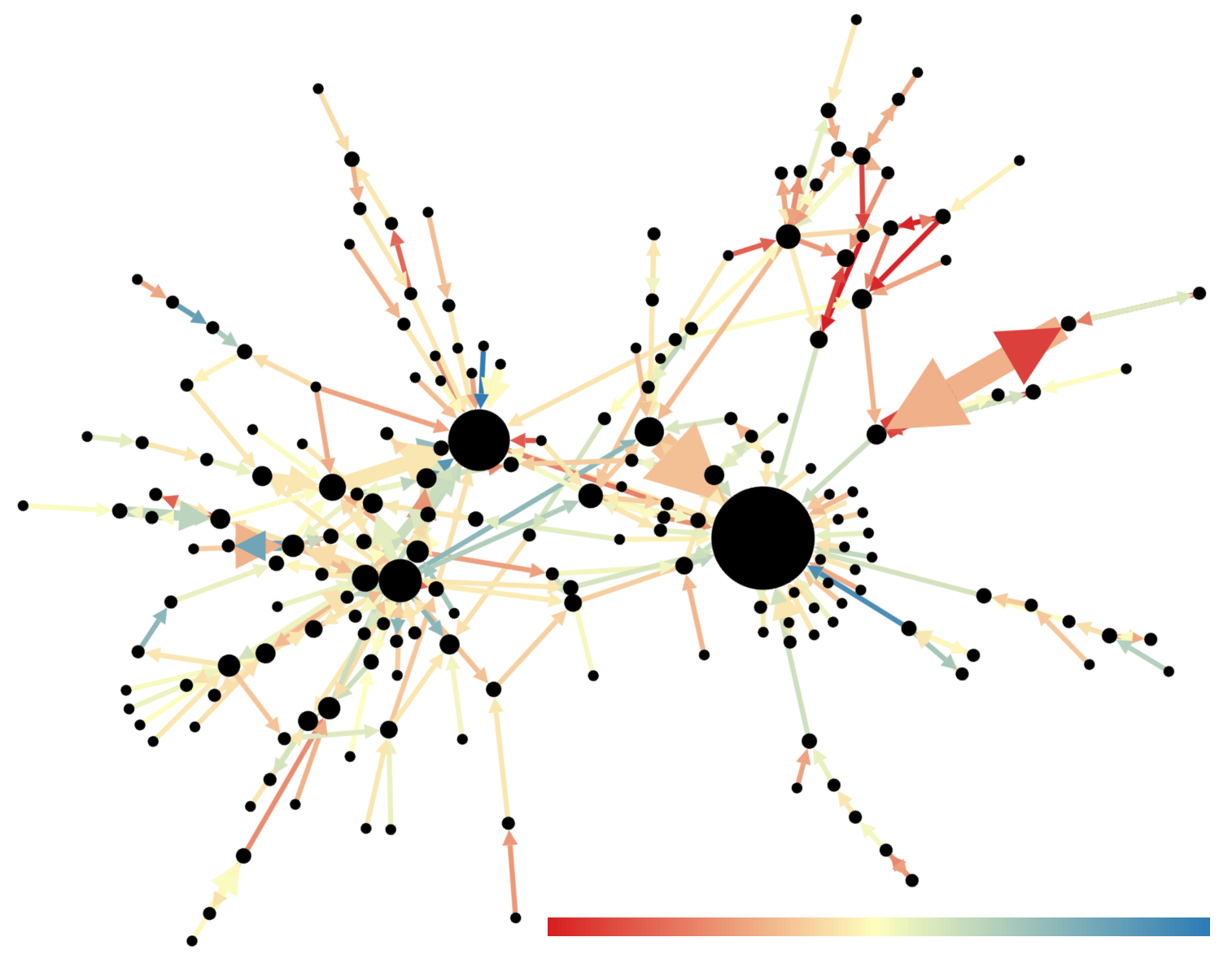
Visualisation des interactions entre des utilisateurs du réseau social Reddit durant une discussion en 2017.

Un réseau social ou média social est une application web fournissant un service de réseautage  social en ligne, c'est-à-dire permettant de relier, au moyen d'un ensemble de moyens numériques, des personnes physiques ou morales entre elles. Ces applications permettent de constituer et d'entretenir un réseau social tant pour échanger des informations que pour s'y mettre en valeur. Elles offrent, à des personnes partageant des centres d'intérêt, divers moyens pouvant faciliter notamment la gestion des carrières professionnelles, la distribution et la visibilité artistique ou les rencontres privées.
Ces applications sont pointées du doigt du fait de l'exploitation commerciale de données personnelles et de l'usage de dispositifs favorisant l'addiction. En 2018, une étude du Pew Research Center indique que les adolescents considèrent que l'usage des réseaux sociaux joue un rôle positif pour leur ouverture d'esprit et le développement de leur sens civique. L'étude dénonce toutefois des effets négatifs ressentis, comme le fait de se sentir contraints d'y rester présents et l'obligation de ne partager que des aspects positifs d'eux-mêmes. Des effets négatifs sur l'équilibre psychologique des usagers sont fréquemment dénoncés,.

## Histoire

### Historique sur le web
Indépendamment de l’essor actuel des technologies, le réseautage social existe depuis que les hommes sont constitués en société, mais les rencontres avaient lieu en face-à-face uniquement,. Dans le cas des liens construits sur cette base, les magazines de sciences humaines et de psychologie grand public considèrent que des liens interpersonnels s’établissent davantage à long terme et des valeurs communes.
L’histoire et le développement des réseaux sociaux remonte à la fin des années 1970. Deux passionnés d’informatique, Ward Christensen et Randy Suess, conçoivent le Computerized Bulletin Board System en 1978. Il s’agit du premier site permettant aux internautes d’échanger des informations (notes, réunions…) par voie informatique. Dans les années qui suivirent, de nombreux autres sites similaires furent conçus.
Par la suite, des étudiants du National Center for Supercomputing Applications (NCSA) de l’Illinois développent Mosaic, le premier navigateur web permettant d’afficher le World Wide Web. Celui-ci, qui sera rebaptisé plus tard Mosaic Netscape puis Netscape Navigator, est dévoilé en 1993. D’autres navigateurs vont être développés dans les années 1990. Cet accès au World Wide Web entraine une démocratisation du web.
Vers 1996, les premiers marchands, tels qu'Amazon, EBay et Yahoo!, font leur apparition. Ils vont également contribuer à cette démocratisation, mais leur concept amène également un recul du contenu produit par les internautes, puisque ce qui se retrouve sur ces sites est produit principalement par des entreprises ou organisations, comme le soulignent Alexandre Coutant et Thomas Stenger. Ces derniers mentionnent toutefois le cas particulier d’Amazon qui invite les gens à publier des avis ou à commenter. En ce sens, il peut être qualifié, selon eux, comme « le premier site marchand « participatifs » ».
Le site web SixDegrees.com, considéré comme le premier réseau social, apparaît en 1997, d'autres sites emboîtent le pas, incluant, Epinions qui introduisit le cercle de confiance en 1999, suivi par les équivalents européens Ciao, Dooyoo et Toluna.
Microsoft lance MSN Messenger le 22 juillet 1999 (qui deviendra en 2005 Windows Live Messenger), de même que la première plateforme de blogs accessible à un large public, Blogger. MSN Messenger fut le premier réseau social à marquer le début d'une nouvelle ère du tchat numérique sur Internet, notamment chez les jeunes et les adolescents. MSN Messenger a marqué toute une génération d'internautes des années 2000. Bien qu'il n'ait pas été le premier service de ce type à se lancer sur le marché, puisque ICQ (racheté par AOL pour devenir AIM) et Yahoo l'avaient précédé, MSN s'est progressivement arrogé le leadership de la messagerie instantanée en France et dans le monde. A ses heures de gloire, ce service de tchat enregistrait une dizaine de millions d'utilisateurs actifs dans l'Hexagone.
C'est à partir de 2001 que des sites web de réseautage social en ligne ont commencé à apparaître. Cette forme de réseautage social, couramment employée au sein des communautés en ligne, est devenue particulièrement populaire en 2002 et a fleuri avec l'avènement du site web appelé Friendster. Friendster utilise le modèle de réseautage social du « cercle d'amis » (développé par l'informaticien britannique Jonathan Bishop en 1999). Vers 2002, les réseaux sociaux commencent à se multiplier avec l'apparition, notamment, de Friendster et MySpace. La popularité autour de certain se dissipe rapidement, comme dans le cas du premier, tandis que d'autres, comme le second, parviennent à s'attirer un public. GTalk, lancé en 2005, ne rattrapera pas MSN Messenger.
C'est avec l’essor de Facebook, créé en 2004 et devenant public en 2006, que les termes de « médias sociaux » sont couramment utilisés. L'utilisation de ceux-ci connait une importante augmentation dans les années qui suivent. Ainsi, dès la fin des années 2000, ils sont « largement entrés dans les mœurs » des gens.
Il existe plus de 200 sites de réseautage social. La popularité de ces sites a rapidement grossi, à tel point qu'en 2006, MySpace a obtenu un plus haut taux de pages visitées que le moteur de recherches Google.

### Historique sur mobile
L'évolution des réseaux sociaux sur les réseaux mobiles commence en 1999 avec des services de base de chat et de texto. Avec l'introduction de diverses technologies dans les réseaux mobiles, les réseaux sociaux atteignent un niveau avancé sur quatre générations.
Jusqu'en 2004, les technologies utilisées dans cette génération sont basées sur des applications, préinstallées sur les combinés mobiles. Les fonctionnalités comprennent le chat en mode texte uniquement via des salons de discussion. Les personnes qui utilisent ces services sont anonymes. Les services des réseaux sociaux mobiles de cette génération peuvent être utilisés sur la base d'un paiement à l'usage ou d'un abonnement au service.
De 2004 à 2006, l'introduction de la 3G et des téléphones avec appareil photo permet d'ajouter de nombreuses fonctionnalités telles que le téléchargement de photos, la recherche mobile d'une personne en fonction de son profil et la prise de contact/le flirt avec une autre personne de manière anonyme. La distribution régionale de ces fonctions comprend le Japon, la Corée, l'Australie, l'Europe occidentale et les États-Unis. Ces applications sont surtout utiles pour les rencontres. Les services des réseaux sociaux mobiles de cette génération peuvent être utilisés sur la base d'un paiement à l'usage ou d'un abonnement au service.[réf. nécessaire]
L'expérimentation de cette génération de réseaux sociaux mobiles commence en 2006. Ils sont adoptés à grande échelle en 2008/2009. Cette génération apporte des changements considérables et fait des réseaux sociaux mobiles une partie de la vie quotidienne. Les fonctionnalités comprennent une expérience utilisateur plus riche, la publication automatique sur le profil Web et les mises à jour de statut, certaines fonctionnalités Web 2.0, la recherche par groupe/la participation par centres d'intérêt, les alertes, les services de localisation et le partage de contenu (en particulier la musique). Les technologies utilisées comprennent le WAP 2.0, Java sur le serveur, MMS et la capture vocale. Les applications introduites ont été personnalisées en fonction d'intérêts généraux tels que la musique et la distribution de contenu spécifique au mobile. Les distributions régionales de cette génération de réseaux sociaux mobiles comprennent le Japon, la Corée, l'Europe occidentale et l'Amérique du Nord. La publicité et le contenu soutenu par la publicité deviennent de plus en plus importants. Les services de cette génération peuvent être utilisés avec des plans de paiement à l'utilisation ; les plans basés sur l'abonnement sont encore populaires alors que les réseaux augmentent leur échelle pour devenir des plateformes de distribution de contenu.[réf. nécessaire]
La quatrième génération commence en 2008 et atteint son apogée en 2010. Toutes les fonctionnalités de la troisième génération sont avancées dans cette génération de réseaux sociaux mobiles. Les caractéristiques de cette génération comprennent les caractéristiques de la troisième génération, la possibilité de cacher/masquer sa présence, la conversation vidéo asynchrone, la conversation audio multipoint avec un seul bouton et les jeux mobiles multijoueurs. Les technologies qui ont rendu ces fonctionnalités possibles sont les widgets Web 2.0, Flash Lite (en), OpenSocial et Open Handset Alliance. Le modèle économique des générations précédentes se maintient avec la monnaie virtuelle — l'achat et le commerce de biens virtuels. Parallèlement à l'augmentation de diverses technologies dans les réseaux mobiles, le nombre d'heures passées par adulte sur des appareils mobiles par jour a augmenté de façon spectaculaire depuis 2008. En 2014, les appareils mobiles dépassent les ordinateurs de bureau/portables en tant qu'appareil le plus utilisé par jour pour l'utilisation d'internet. L'augmentation constante de l'utilisation des applications mobiles au cours des dernières années contribue à l'essor des réseaux sociaux mobiles, ainsi qu'à la diversité de leur utilisation. L'augmentation de l'utilisation des réseaux sociaux mobiles s'est accompagnée d'une augmentation des services de localisation au sein de ces réseaux. Les entreprises de services de réseaux sociaux fournissent désormais davantage de services géodépendants pour répondre à la large utilisation des appareils mobiles par les clients et à leur convenance.

## Applications

### Applications sur le web
Un réseau social est orienté vers le web 2.0, c'est-à-dire qu'il permet à ses visiteurs d'être des participants actifs du réseau, et non plus de simples visiteurs de pages statiques.
Dans ces communautés, un premier ensemble de fondateurs envoie des messages invitant des membres de leur propre réseau personnel à joindre l'emplacement. Les nouveaux membres répètent le processus, accroissant le nombre de membres et de liens dans le réseau.
Les emplacements offrent alors des dispositifs tels que les mises à jour automatiques de carnet d'adresses, la visualisation de profils personnels, la possibilité de former de nouveaux liens par des services d'introduction, et d'autres formes de raccordements sociaux en ligne.
Des réseaux sociaux peuvent également être organisés autour des relations d'affaires, comme dans le cas de LinkedIn ou de Viadeo, autour d'évènements (concerts, expositions…) de causes ou d'intérêts (politique, culturels, ou de situations). Parfois certains sites combinent plusieurs modalités de réseautage en alliant réseautage culturel et personnel. D'autres sont comme des agendas autour d'événements de la vie réelle partagés en mode « public » ou « privé » mais toujours avec la notion d'unité du groupe entre les membres participant à l'événement (réunions, sorties…).
Le métissage du réseautage social est une approche du réseautage social qui combine à la fois les éléments hors-ligne (les rencontres en face-à-face) et en ligne. Myspace, par exemple, est construit autour de la musique indépendante et des vidéos et Facebook reflète à l'origine une communauté d'universitaires. Les plus récents réseaux sociaux sur Internet se sont concentrés davantage sur des sujets spécifiques tels que l'art, le sport, les automobiles, les jeux comme le poker, les propriétaires de chien, et même la chirurgie esthétique.
La plupart des réseaux sociaux sur Internet sont publics, permettant à n'importe qui de s'y joindre. Les organismes, tels que de grandes entreprises, ont également accès à des programmes de réseautage sociaux privés, connus sous le nom de Enterprise Relationship Management (en). Ils installent ces programmes sur leurs propres serveurs et permettent à des employés de partager leurs réseaux de contacts et de relations avec les personnes et les entreprises extérieures. Récemment se sont développés en parallèle de ces réseaux sociaux privés des réseaux sociaux professionnels en ligne qui mettent en place un système de réseautage d'affaires ou de réseau social.
La constitution d'un réseau social peut être mise en relation avec la pyramide des besoins de Maslow. Le regroupement d'un ensemble d'entités sociales est une résultante de besoins exprimés par l'individu lui-même. Ainsi, il est possible de mettre en évidence trois des besoins fondamentaux :
- l'accomplissement personnel par l'expression de soi. Chaque utilisateur s'exprime sur sa fiche utilisateur, son profil, et l'enrichit de contenu. Il communique des informations personnelles qui permettent aux autres utilisateurs de le reconnaître, ou de le découvrir ;
- la socialisation en éprouvant un besoin relationnel. Les utilisateurs peuvent entrer en relation entre eux directement ou par l'intermédiaire d'une connaissance commune. Cette relation est généralement matérialisée par une liste d’amis ou de contacts, publique ou privée. L'utilisateur peut aussi entrer en relation avec des marques, des artistes, des lieux, etc. ;
- l'estime des autres par l'intermédiaire du besoin de communiquer. L'utilisateur a à sa disposition une large variété d'outils pour communiquer (messagerie instantanée, dédicace/livre d'or sur le profil d'un contact, partage de contenus, forums). La communication peut être enrichie selon les sites (invitation à des événements, partage d'agenda, etc.).

Ce monde virtuel permet donc nombre d'interactions entre internautes, constituant ainsi le réseautage social.
Un développement récent de réseau social est l'intégration de l'élément du marché, connue sous le nom de marché social. Le réseautage social a eu aussi une grande influence dans les élections présidentielles américaines et favorise le développement de réseaux sociaux à vocation politique,

### Applications sur mobile
Le réseau social mobile (RSM) est un réseau social dans lequel des personnes ayant des intérêts similaires conversent et se connectent les unes aux autres par le biais de leur téléphone mobile et/ou de leur tablette. Tout comme le réseautage social sur le web, le réseautage social mobile se produit dans des communautés virtuelles.
De nombreux sites de réseautage social sur le web, tels que Facebook et Twitter, ont créé des applications mobiles pour permettre à leurs utilisateurs d'accéder instantanément et en temps réel à leurs données, quel que soit l'endroit où ils ont accès à l'internet. En outre, des réseaux sociaux mobiles natifs ont été créés pour permettre aux communautés de se constituer autour de la fonctionnalité mobile.
De plus en plus, la frontière entre le mobile et le web s'estompe, car les applications mobiles utilisent les réseaux sociaux existants pour créer des communautés natives et favoriser la découverte, et les réseaux sociaux basés sur le web tirent parti des fonctionnalités et de l'accessibilité du mobile.
Au fur et à mesure que le web mobile évoluait, passant de technologies et réseaux mobiles propriétaires à un accès mobile complet à l'internet, la distinction a évolué vers les types suivants :
1. Réseaux sociaux basés sur le web étendus pour un accès mobile par le biais de navigateurs mobiles et d'applications pour smartphones.
2. Réseaux sociaux mobiles natifs axés sur l'utilisation mobile, tels que la communication mobile, les services de localisation (en) et la réalité augmentée.

Si les systèmes de réseaux sociaux mobiles et web fonctionnent souvent en symbiose pour diffuser du contenu, accroître l'accessibilité et connecter les utilisateurs, les consommateurs accordent de plus en plus d'attention aux applications natives par rapport aux navigateurs web.

#### Utilisation
Les sites de réseautage social mobiles permettent aux utilisateurs de créer un profil, d'envoyer et de recevoir des messages par téléphone ou par ordinateur et de visiter une version en ligne d'un site mobile. Il existe différents modèles qui ont été adaptés par différents sites de réseautage. La plupart de ces sites ont de nombreuses caractéristiques uniques ou des fonctions spéciales, mais la fonction principale du site reste la même que celle des autres services. Tous ces sites sont classés selon les modèles commerciaux et les usages suivants.

#### Réseau social
Tout comme il existe de nombreux sites de réseaux sociaux en ligne, tels que Facebook et Twitter, il existe tout autant de réseaux sociaux sur les appareils mobiles. Ils offrent un grand nombre de fonctions, notamment des messages multimédias, le partage de photos et la messagerie instantanée. La plupart de ces applications mobiles offrent des possibilités d'appels et de textos internationaux gratuits. Aujourd'hui, les applications de réseaux sociaux ne se limitent pas à l'aspect social, mais sont aussi fréquemment utilisées pour des aspects professionnels, comme LinkedIn, qui ne cesse de se développer.
Outre le partage de messages multimédias et la messagerie instantanée, les réseaux sociaux sont couramment utilisés pour mettre en relation les immigrants dans un nouveau pays. Alors que l'idée de déménager dans un nouveau pays peut être intimidante pour beaucoup, les médias sociaux peuvent être utilisés pour mettre en relation des immigrants du même pays afin de rendre l'assimilation un peu moins stressante.

#### Messagerie
Ce modèle est axé sur la possibilité d'envoyer simultanément des messages courts, sous forme de texte, à une personne, à un groupe d'amis proches ou même à un grand groupe de camarades de classe. Cette catégorie permet aux messages d'atteindre les bonnes personnes le plus rapidement possible. De nombreuses applications de messagerie sont très populaires, peut-être même plus que les textos classiques. Certaines plateformes de réseaux sociaux, comme Facebook, ont leurs propres applications de messagerie natives, similaires à Facebook Messenger. Différents pays ont une certaine messagerie qui prédomine, comme la Chine avec WeChat, la Corée avec KakaoTalk, et les États-Unis avec WhatsApp.

#### Partage de médias
Cette catégorie peut être considérée comme une version avancée de la catégorie des messagers. Outre les messages texte, des fichiers audio et vidéo peuvent être transmis à un groupe, comme Skype ou Oovoo, qui sont des formes de chat vidéo en ligne. Dans le cas d'Instagram et de Vine, les photos et les vidéos de la vie personnelle sont partagées soit avec des amis, soit avec le public. De même, Pinterest est utilisé pour partager des photos, mais à un niveau plus communautaire. Le rapport KPCB de Mary Meeker (en) a indiqué que le temps passé sur les applications de vidéos courtes a grimpé de 360 % en 2017. La plus grande application de partage de médias aujourd'hui est YouTube, qui permet aux gens de publier des vidéos et de les partager avec le public. Beaucoup de ces services stockent le contenu des médias en ligne pour un stockage et un accès faciles.

#### Découverte de lieux locaux
Certains réseaux sociaux mobiles, tels que Yelp, Foursquare (en) et Yik Yak (en), permettent aux utilisateurs de rechercher des lieux locaux. Nombre de ces applications publient des avis et des conseils provenant de la foule sur des restaurants, des magasins, des lieux d'intérêt, etc. Yelp et FourSquare personnalisent également la base de données de chaque utilisateur en fonction de sa dernière recherche et de ses intérêts, afin de rendre la recherche plus efficace.

#### Jeux sociaux
Ce modèle consiste à connecter les gens par le biais de jeux multijoueurs et de jeux compétitifs à un joueur. Les appareils mobiles augmentent sans cesse leur capacité en termes de performances graphiques et de puissance de calcul, ce qui en fait des appareils de jeu performants. Le leader de cette catégorie est Zynga, créateur de FarmVille et de Words with Friends, bien qu'il ait connu un déclin. Hearthstone est un autre jeu mobile populaire dans lequel les joueurs utilisent des cartes de monstres et de sorts pour s'affronter. De nombreux jeux introduisent également l'idée d'avoir un autre joueur comme « allié » pendant le jeu.
Par exemple, dans Naruto Blazing, les joueurs peuvent choisir une personne parmi un ensemble de joueurs pour faire partie de leur équipe tout en combattant des ennemis tout au long du jeu.
Les réseaux sociaux mobiles peuvent également mettre en relation des personnes en dehors de l'environnement mobile. Pokémon Go a intégré la réalité augmentée pour permettre aux joueurs d'attraper des Pokémon tout en étant ensemble physiquement à l'extérieur. Les joueurs peuvent également s'affronter dans des gymnases situés à divers endroits dans le monde.
Facebook a également intégré des jeux dans sa messagerie de chat. Par exemple, des amis peuvent jouer aux échecs en envoyant « @fbchess play » à l'autre personne ou au basket-ball en envoyant un émoji de basket-ball et en cliquant sur l'émoji.

#### Rencontres
Il s'agit d'applications géolocalisées qui permettent aux utilisateurs de créer un profil et d'être mis en relation avec des personnes ayant des intérêts similaires. Certains de ces sites utilisent un radar pour signaler à l'utilisateur qu'il y a un profil de célibataire correspondant dans un rayon donné. Tinder est la première application de rencontre qui a lancé la tendance et possède l'une des plus grandes bases d'utilisateurs. Parmi les autres applications de rencontre, citons Coffee Meets Bagel (en) et OkCupid. Ces sites sont dotés de sérieuses mesures de sécurité, de sorte qu'aucune information personnelle n'est divulguée sans le consentement de l'utilisateur. Cependant, plusieurs incidents dangereux sont encore survenus, soulevant la question de savoir si les applications de type Tinder sont sûres et doivent être conservées.

#### Musique
Les applications musicales connectent les gens en partageant des listes de lecture et en permettant de voir ce que les autres écoutent.
Spotify, un site de musique très populaire, est également utilisé pour les réseaux sociaux dans le sens où les gens peuvent voir ce que leurs amis écoutent en ce moment également. Les utilisateurs peuvent également suivre certains artistes ou même les amis qu'ils souhaitent, ce qui est une forme de "liking" d'une publication sur Facebook.
Parmi les autres applications musicales des médias sociaux figurent des stations de radio comme Pandora et last.fm.

#### Fitness
Récemment, les réseaux sociaux mobiles ont également été utilisés pour motiver les individus à respecter leurs objectifs de forme et de santé. Ces réseaux sociaux fonctionnent soit comme une forme d'encouragement en récompensant l'individu lorsqu'il a atteint un objectif, soit comme une forme de punition en disciplinant ceux qui n'ont pas atteint leur objectif par un coût monétaire ou une pression sociale.
Un exemple de ce réseau est PACT. Dans PACT, les individus se fixent comme objectif hebdomadaire de faire plus d'exercice ou de manger plus sainement et fixent un montant monétaire qu'ils devront payer s'ils ne réussissent pas. En utilisant l'application, vous pouvez prouver que vous étiez à la salle de sport grâce au GPS ou que vous avez mangé des repas sains en téléchargeant des photos du repas. Si vous réussissez à atteindre votre objectif, vous gagnez de l'argent payé par les membres qui n'ont pas respecté leurs objectifs.
Strava est une autre application de réseau social mobile qui vous permet de suivre vos activités grâce au GPS et d'analyser vos performances grâce à des mesures telles que la vitesse et la distance.
Grâce au réseau social, vous pouvez rencontrer d'autres personnes qui pratiquent les mêmes activités que vous et découvrir de nouveaux parcours ou défis ou d'autres contenus sportifs.

#### Paiements mobiles
Les réseaux sociaux de paiement mobile tels que Venmo et Square Cash permettent le transfert d'argent, de personne à personne, entre la famille et les amis, avec un fil d'informations sur les paiements similaire au fil d'actualité de Facebook.

#### Divers
Il existe encore de nombreuses fonctionnalités des réseaux sociaux mobiles qui n'entrent dans aucune catégorie spécifique.
L'une d'entre elles est la collecte de remises. Ibotta (en) permet aux utilisateurs de soumettre des reçus pour obtenir des remises sur les articles qu'ils ont achetés. La société a également ajouté un élément de travail d'équipe qui permet de collaborer avec ses amis pour atteindre des objectifs tels que l'échange d'un certain montant de dollars ou l'échange d'un certain nombre de remises contre des récompenses monétaires.
Les observateurs s'attendent également à ce que la plateforme mobile d'informatique sociale joue un rôle central dans l'émergence de nouvelles technologies grâce à ses riches capacités de détection.
Par exemple, elle peut augmenter les expériences du monde réel, permettant aux appareils mobiles de faire le lien entre le monde physique et l'Internet.

#### Aux États-Unis

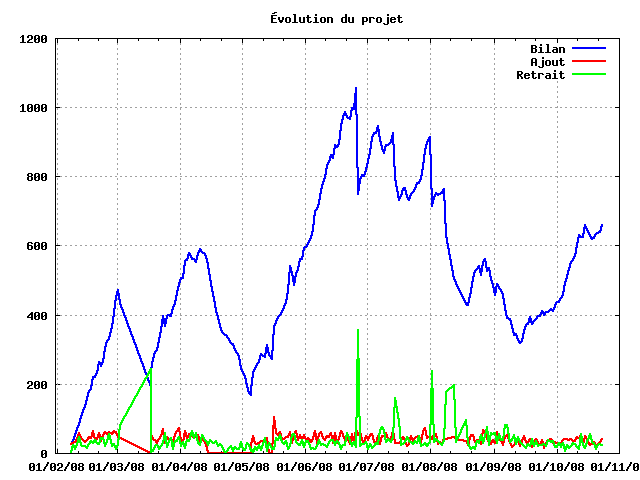
Marché des réseaux sociaux mobiles aux États-Unis.

Si le Japon, la Corée et la Chine ont un taux d'utilisation des réseaux sociaux mobiles plus élevé que les autres pays occidentaux, les États-Unis sont un utilisateur prédominant des réseaux sociaux mobiles.
En 2008, es États-Unis avaient  une population de 303,82 millions d'habitants et un taux de pénétration de la téléphonie mobile de 72 % avec 219,73 millions d'abonnés mobiles.
Par exemple, dans les années 2010, Informa avait prévu que le nombre d'abonnés mobiles atteindrait 243,27 millions en 2013.
Le marché des données mobiles aux États-Unis est à un stade développé de croissance où les revenus des données sans messagerie représentent 20% des revenus globaux des opérateurs américains. En septembre 2012, la CTIA (Cellular Telephone Industries Association) a annoncé que les revenus des services de données ont augmenté de 40% pour atteindre 14,8 milliards de dollars US. La CTIA a annoncé que l'utilisation des SMS avait maintenu sa forte croissance.
Les réseaux sociaux ont commencé dans l'espace en ligne, mais ils se sont rapidement étendus aux plateformes mobiles. Actuellement, la consommation de l'internet mobile est tirée par les réseaux sociaux mobiles. Les données montrent que les États-Unis comptent 220,14 millions d'utilisateurs de l'internet en ligne, soit 72,5 % de la population. Les forfaits de données sont répandus aux États-Unis depuis un certain nombre d'années, mais l'adoption de l'internet mobile par les clients a été lente jusqu'en 2008. Cependant, l'introduction de l'iPhone a définitivement fait croître le marché de l'internet mobile. Les iPhones ont transformé le marché des réseaux sociaux mobiles, et il existe aujourd'hui de nombreux développements mobiles pour les applications de réseaux sociaux.
Le marché américain des réseaux sociaux mobiles a connu une croissance régulière en 2008 avec 6,4 millions d'utilisateurs de réseaux sociaux mobiles. Depuis lors, le nombre d'utilisateurs mobiles n'a cessé de croître et le graphique ci-dessous prévoit la croissance jusqu'en 2013.
Selon Statista.com, l'application de réseau social la plus populaire en 2016 est Facebook avec 123,55 millions d'utilisateurs mensuels, dépassant l'application suivante la plus populaire, Facebook Messenger, qui compte 97,86 millions d'utilisateurs mensuels.

## Commerce et économie
Les médias sociaux prennent de plus en plus de place dans la vie des entreprises, que ce soit dans leur gestion, le marketing, les publicités, les communications, les profits, etc.
En effet, « aujourd'hui, on ne se demande plus si l'on « devrait » utiliser les médias sociaux pour faire connaître notre entreprise, mais bien « comment » s'y prendre ».
Le tout est maintenant possible grâce à l'apparition du Web 2.0 en 2004. Sa création est due à l'augmentation considérable du nombre d'utilisateurs. Celui-ci laisse davantage de pouvoir et de possibilités aux internautes ainsi qu'aux échanges sociaux entre ceux-ci. Sa création se décrit en tant que regroupement des différentes pages internet en une seule, en l'apparition de communautés en ligne, des réseaux sociaux, de l'accès au service Web et des échanges sur les wikis.

### Commerce des données
L'exploitation commerciale des données échangées ou consultées est le fondement économique des réseaux sociaux.
La conservation et la réutilisation indéfinie de ces données par la société détentrice du site, pour quelque usage que ce soit, est inscrite dans leurs conditions générales d'utilisation.
En France, dès 1978, la commission nationale informatique et libertés (CNIL) se préoccupait de l'utilisation des données et informations personnelles.
Les réseaux sociaux sur Internet peuvent collecter des données personnelles concernant leurs utilisateurs. Les sites web peuvent savoir dans quelle région du monde un utilisateur se trouve en utilisant son adresse IP. En plus des informations renseignées par l'utilisateur comme son âge, son sexe, les goûts et les intérêts des utilisateurs peuvent être recueillies. Ces données représentent un intérêt financier et publicitaire pour les réseaux sociaux.

#### Tendance contradictoire de Facebook
Facebook propose une tendance contradictoire à ses utilisateurs. D’une part, il met de l’avant une sollicitation constante lorsque nous devons constamment actualiser notre profil, publier nos informations personnelles ainsi qu’élargir notre réseau de contacts. Lorsque nous utilisons les réseaux sociaux, nous devons consentir la collecte de nos données personnelles et par le fait même accepter le risque de piratage qui est omniprésent.
Parmi les sources de sollicitation, nous pouvons penser également à la publicité ciblée qui prend une place de plus en plus grande sur les médias sociaux.
D’autre part, cette plateforme veut offrir des moyens de garder un certain contrôle sur l’information partagée.
Il est donc difficile de se situer dans cette tendance contradictoire proposée par Facebook.

### Commerce mobile
Le commerce mobile, ou m-commerce, est une branche du commerce électronique, qui se présente sous la forme d'applications et de sites mobiles. Dans certaines applications comme letgo (en), il est facile pour l'acheteur de discuter avec le vendeur des spécificités du produit ou de négocier le prix, ce qui suppose une forme de réseau social. Cela permet également de réduire la recherche par ville et par thème afin de la rendre plus efficace. Certains grands sites de commerce électronique, tels qu'Amazon et eBay, sont également disponibles dans des applications, afin que les gens puissent faire des achats à tout moment et en tout lieu. Toutefois, certains réseaux de médias sociaux mobiles ajoutent des fonctionnalités de m-commerce à leurs applications. C'est le cas, par exemple, de Facebook Marketplace, qui permet aux utilisateurs de vendre et d'acheter des produits via leurs appareils mobiles. De nombreuses applications de commerce électronique et de m-commerce sont également de plus en plus développées pour s'interfacer avec d'autres applications telles que les applications de paiement mobile, bancaires et de billetterie afin que les clients puissent facilement payer ou accepter des paiements,. Il y a le cas d'Instagram, qui en 2018 s'est ouvert aux commerçants utilisant la plateforme Shopify.

### Algorithme et vente d'espaces publicitaires
Un algorithme publicitaire c'est « l'extraction automatisée d’informations pertinentes depuis des bases de données massives à des fins de prévision ou d’exclusion (consommation, risques, fidélisation, définition de clientèles nouvelles…) ».
De la collecte de données à son utilisation concrète par le gouvernement, les entreprises, les scientifiques et même les individus, il est composé de trois processus très importants, la dataveillance en est le premier et est une collecte massive de données anonymes et non subjectives qui proviennent de tous les types de recherches faites sur les pages web. Ensuite il y a le datamining qui est le regroupement de ces données à partir de corrélations subtiles entre elles par des hypothèses. Pour finir on retrouve le profilage algorithmique qui est en son sens l'utilisation des statistiques produites au préalable afin d’anticiper les comportements humains et d’en créer une norme générale dépourvue de tout profilage discriminatoire.
Ces trois processus, que l’algorithme publicitaire utilise, sont d’autant différents, mais ils ont besoin de chacun d’eux pour exister et donner les meilleures probabilités statistiques à chaque demande, recherche, message provenant de l’espace internet. Les entreprises les utilisent donc pour obtenir, corriger et bonifier leurs publicités et leurs offres de services et les adaptent plus facilement à la clientèle ciblée.
Début 2008, lors d'achats de sites, un réseau social est évalué autour de 20 à 150 dollars par visiteur unique. Début 2008, Facebook est valorisé autour de 15 milliards de dollars américains, pour 100 millions de visiteurs, soit 150 dollars par utilisateur.
Pour des réseaux plus petits, AOL rachète Bebo.com, 40 millions de personnes, 850 millions de dollars. Google, Microsoft, Yahoo! pour les plus grands se livrent à une course d'achats de sites de réseau social. Google a un réseau social appelé orkut qui a été lancé en 2004. Au même moment, le réseautage social commence à être perçu  comme une composante des stratégies Internet : en mars 2005, Yahoo! lançait Yahoo! 360° et en juillet 2006, News Corporation a acheté MySpace.

### Marketing des réseaux sociaux
Le web 2.0 a été instauré dans le but de promouvoir les réflexions et d'amener de nouvelles idées. Les réseaux sociaux ont donc apporté de nombreuses opportunités aux firmes telles que l'engagement, les regroupements sur les pages internet, l'accentuation des relations avec le client, les actes de communications viraux, l'atteinte d'une plus grande clientèle, le site Web devenu un lieu de regroupement pour les clients, l'amélioration de l'expérience client pour attirer l'émerveillement de la marque, la divulgation du lancement des nouveautés, l'incitation d'anciens consommateurs à encourager l'entreprise en ligne, l'essai de nouveaux concepts marketing, l'introduction de marchés différents et nouveaux, l'accélération des différentes promotions de la marque et interrelié les aspects de l'entreprise pour la personnifier, le tout à faibles coûts.
Ensuite, pour ce qui est des éléments à tenir compte, la planification est très importante. En effet, il faut prévoir le temps qui sera nécessaire à cette activité ou le temps alloué à trouver une personne-ressource spécialisée dans le domaine du marketing des réseaux sociaux ainsi que les coûts reliés à cette personne. Il faut aussi déterminer les personnes qui seront en charge de l'activité dans l'équipe et la formation qu'ils devront suivre régulièrement afin de rester à l'affut des dernières tendances et avancés.
Enfin, il y a le temps consacré au suivi de l'expérience ainsi que son évolution et des résultats obtenus. Ceci permettra de peaufiner la stratégie marketing courante afin d'aller chercher encore plus de clients. Plus de quatre milliards d'internautes utilisent les réseaux sociaux dans le monde en 2021, d'où l'importance d'avoir une visibilité sur internet pour les entreprises. Des recherches ont démontré que 80% du temps, les consommateurs ont fait des recherches sut internet avant de se procurer un produit, faisant ainsi confiance au point de vue des autres acheteurs.
De plus, les firmes peuvent maintenant avoir accès à des données en lien avec les achats faits par les consommateurs, leurs comportements, leurs goûts, ainsi que leurs commentaires. Ils ont aussi accès à d'incroyables outils, comme des analyses statistiques de leurs publicités marketing, des données sur leurs clients actuels et futurs, etc. Les publicités en ligne sont offertes à faibles coûts. Par contre, ils ont le désavantage d'être imprévisibles. En effet, un concept qui fonctionne bien pour une entreprise ne fonctionnera pas nécessairement bien pour une autre.
Des sociétés comme Facebook disposent de traceurs sur au moins un tiers des sites web, et connaissent les intentions d'achat ou de vote des internautes avant les internautes eux-mêmes. Ces connaissances des utilisateurs sont vendues à des tiers selon le modèle économique établi.
Elaborer une stratégie social media est devenu indispensable pour ces entreprises tiers qui souhaitent diffuser de la publicité ciblée sur les réseaux sociaux. Chaque média social a un usage différent auprès des utilisateurs, d’où l’importance pour ces entreprises de bien choisir le réseau social sur lequel elles souhaitent communiquer avec leurs futurs clients.

### Rôle des plateformes
Une plateforme se définit comme étant « une offre technique et commerciale diffusée dans un environnement numérique contrôlé par un chef d’orchestre qui est le pivot de la mise en relation entre offreurs et demandeurs d’un bien ou d’un service ».

## Domaines d'application

### Services en ligne d'anciens élèves
Parmi les sites de réseaux sociaux, certains proposent de retrouver ses anciens camarades de classe. Le premier site de ce type fut développé par une société américaine, en 1995 : Classmates.com se destinait à réunir et à favoriser les rencontres des individus à partir de leur promotions ou de leur école. En version française, il fut imité à partir de 2000 par Trombi.com, puis concurrencé dès 2001 par Copains d'avant. Fondé en 2004, Facebook était au départ un réseau pour les étudiants de l'université Harvard avant de s'ouvrir progressivement et devenir le numéro 2 mondial des réseaux amicaux et étudiants.
D'autres sites, mis en place en particulier dans les Grandes écoles et les Universités, visent à permettre aux « anciens élèves » de garder le contact afin de capitaliser et développer son réseau au service de l'évolution professionnelle. Ce réseautage est matérialisé par « l'annuaire des anciens », organisé par promotion.

### Utilisation en politique et par les institutions gouvernementales

#### Démocratisation de la parole et la participation au débat public
Les médias sociaux ont permis de libérer la parole. Ils ont permis au citoyen, quelle que soit sa position  géographique ou son rang social de participer au débat public, de partager son opinion, d'exprimer ses idées et ainsi aider au jeu démocratique dans son pays. Le citoyen a la possibilité de faire entendre sa voix et qu'elle soit prise en compte. Il peut ainsi se prononcer sur les conditions de vie sociale, la gouvernance locale, l'alternance démocratique.
En juin 2015, lors d'une conférence, l'érudit Umberto Eco reconnaît ces aspects positifs mais observe aussi à travers eux un risque de populisme numérique et d'idiocratie : « Les réseaux sociaux ont donné le droit à la parole à des légions d’imbéciles qui avant ne parlaient qu’au bar et ne causaient aucun tort à la collectivité. On les faisait taire tout de suite. Aujourd’hui ils ont le même droit de parole qu’un prix Nobel »,.

#### Facilité d'accès du citoyen à l'information
Les médias sociaux sont devenus une source essentielle d'information pour les internautes. De plus, l’utilisation des médias sociaux a permis de briser la barrière sociale entre acteurs politiques et électeurs qui s’était formée ces dernières années. On peut constater qu'en 2017 en France, Facebook comporte 31 millions d'utilisateurs actifs, X (ex Twitter), en comporte 14,1 millions et Youtube, 26 millions d'utilisateurs. Ces médias sociaux sont en tête de la nouvelle information sur l'actualité. Également, les réseaux sociaux étant utilisés majoritairement par les jeunes, cela permet de les sensibiliser à la vie politique. L'utilisation de médias sociaux dans la politique modernise donc les sociétés. De plus, grâce à l'apparition du moyen de smartphone, les internautes ont plus de facilité à accéder aux médias sociaux afin d'être emmené vers des contenus d'informations. En plus, l'accès à l'information est simple et gratuit. Sans attendre, les utilisateurs peuvent avoir accès aux contenus 24H/24. Néanmoins, même si les médias sociaux donnent une certaine accessibilité à l'information, ces dernières peuvent être corrompues et erronées, ce qui donne naissance à des fake news. C'est pourquoi, il est important de vérifier les sources de toutes informations.

#### Menaces des médias sociaux sur la démocratie
L'essor des réseaux sociaux, en accompagnant la démocratie numérique, participe à la revitalisation des pratiques démocratiques mais ces réseaux « peuvent desservir la démocratie, en polarisant plus encore les opinions, en facilitant les manipulations, en exacerbant les tensions. Même si l’offre d’informations est toujours plus abondante, se posent les deux problèmes de la vérité et du pluralisme ».
Dans le cadre de l'Élection présidentielle américaine de 2024, ceux-ci[Qui ?] ont insulté la femme de président Macron sur la supposée transidentité de celle-ci, pouvant dans ce cadre influencer en France les Élections européenne de 2024 en France en faveur du RN, les deux femmes Natacha Rey et Amandine Roy, elles, seront citées à comparaître pour diffamation le 6 mars 2025.

#### Interaction avec les politiques
Les médias sociaux offrent aux acteurs et aux institutions politiques, ainsi qu'à la population, des possibilités d'interaction. Grâce aux médias sociaux, la communication n'est plus uniquement verticale. C'est-à-dire de l'institution ou du politique au citoyen. Désormais, la communication est horizontale. Elle permet donc au citoyen de réagir directement à l'information ou au point de vue politique. Pour les politiciens, c'est un moyen privilégié de diffusion de leurs messages politiques. La forte interactivité ainsi que le fait de pouvoir soigner son image et fédérer une communauté par le biais de ces médias sociaux sont les facteurs pouvant expliquer le succès de ces derniers dans la communication politique. Mais aussi, de découvrir les domaines d'intérêt, les besoins des populations et de constituer des réseaux de soutien. Par exemple, c'est le cas des gilets jaunes. Durant l'année 2018, les gilets jaunes ont pu bénéficier des médias sociaux afin de s'informer. 59% se définissant comme « gilet jaune » s'informe sur les réseaux sociaux dont Facebook, X (ex Twitter), et les sites de vidéos en ligne dont YouTube.

### Usurpations d'identité et imposteurs
Dans certains cas, il peut arriver que certaines personnes ou entreprises usurpent une ou plusieurs identités afin de promouvoir un point de vue. En particulier certaines théories accréditent certaines entreprises russes d'avoir utilisé de ce stratagème pour influencer les élections des États-Unis en 2016.

### Utilisation par les associations et les ONG
Dans la mouvance des réseaux sociaux, des associations développent des plateformes d'échange et de soutien à des projets associatifs et d'entraide ou encore la sensibilisation du public à certaines causes. En effet, 78% des ONG ont déjà fait appel aux dons sur les réseaux sociaux, ce qui place ces réseaux en troisième position pour les appels aux dons après le courrier électronique ou postal. Certaines associations utilisent un financement participatif pour récolter de l'argent ce qui vient faciliter le don.

## Approches scientifiques et analyse des pratiques de réseautage

### Réseautage social selon les sciences de l’information et de la communication
1 200 utilisateurs de LinkedIn ont accepté de participer à une recherche consacrée au réseautage en ligne, conduite entre 2008 et 2012 par Julien Mésangeau, maître de conférences en SIC à la Sorbonne Nouvelle. Dans cette thèse, l’auteur a identifié trois formes de réseautage au terme d’une analyse des structures prises par les carnets d’adresses de chaque utilisateur et d’une enquête qualitative :
- la première forme de réseautage est nommée « netmining ». On peut l’observer lorsque l’utilisateur privilégie le cumul d’un très grand nombre de contacts sur le réseau social numérique, qu’il s’agisse de LinkedIn ou Viadeo. Les utilisateurs sont ici motivés par un pari : tout utilisateur, dans une certaine limite, peut avoir une utilité à long terme en offrant une opportunité inattendue. Compte tenu du nombre important de relations cumulées dans le netmining (plusieurs milliers), il y a peu voire pas d’intimité ou de réciprocité entre l’utilisateur et ses contacts[71] ;
- le « networking » désigne l’ajout de relations choisies en raison de leur utilité immédiate, ou à moyen terme, pour la carrière de l’individu. À l’inverse du netmining où les utilisateurs de LinkedIn collectent des contacts de manière indiscriminée, le networking suppose la mise en relation avec des individus choisis avec circonspection, ou contactés après consultation de leurs profils et listes de contacts ;
- le « netsticking » est une forme de réseautage où l’utilisateur privilégie l’ajout de personnes proches (des collaborateurs et partenaires, des amis rencontrés lors des études) rencontrées et fréquentées en dehors d’internet. Ici, les utilisateurs ne choisissent pas leurs contacts en fonction de leur utilité en termes de carrière. En revanche, le netsticking permet de renforcer une relation préexistante.

En termes de structure des réseaux de contacts constitués par ces utilisateurs, Julien Mésangeau observe que :
- les réseaux de contacts produits par le networking sont de tailles plus modestes (moins de 200 relations) mais de densités plus élevées. Le networker tend à occuper la position du broker identifiée par Ronald Burt[72]: il articule des milieux sociaux différents et tire profit de la richesse des informations qui en résulte ;
- les réseaux de contacts produits par le netsticking sont de petites tailles. La densité de relations y est supérieure à celle retrouvée dans les réseaux de netmining et networking ;
- du point de vue de la structure des réseaux constitués par les utilisateurs sur LinkedIn, l’auteur constate que les réseaux produits par le netmining sont larges (nombreux utilisateurs) et peu denses (il y a peu de relations entre les membres du réseau).

## Principaux réseaux sociaux

### Principaux réseaux sociaux en 2017
D'après les études les plus récentes de 2017, le nombre des utilisateurs actifs sur les différents réseaux sociaux a fortement augmenté : 
- Facebook : 2 milliards d'utilisateurs actifs par mois[73]
- Instagram : 700 millions d'utilisateurs actifs par mois[74]
- Snapchat : 166 millions d'utilisateurs actifs par mois[réf. nécessaire]
- Twitter : 328 millions d'utilisateurs actifs par mois[75]

Comme pour tous les outils numériques, l'utilisation des réseaux sociaux a un impact environnemental, car les centres de données et les infrastructures du réseau internet consomment de l'électricité, qui peut être produite par des centrales thermiques brûlant des combustibles fossiles. À  cet effet, l'usage de ceux-ci engendre une consommation excessive de contenus stockés dans des clouds ou des centres de données (datascenters), des centres physiques qui ont un impact sur l'environnement. L'impact en matière d'émissions de gaz à effet de serre (CO2 essentiellement), responsables du réchauffement climatique est variable selon que le fournisseur de l'application de réseautage social exploite ses centres de données alimentés par des énergies renouvelables / nucléaires, ou non, mais il n'est jamais nul. Une utilisation massive des réseaux sociaux peut avoir des incidences notables sur l'empreinte carbone personnelle.

### Réseau social mobile Facebook
L'essor de l'ère numérique a fait des médias sociaux une tendance durable, Facebook est toujours le leader des réseaux sociaux, étaient initialement comme web et ensuite étendu vers l'accès via les navigateurs mobiles et les applications pour smartphones. Comparé à Twitter, Instagram et Pinterest, Facebook continue de dominer le monde des médias sociaux. Au quatrième trimestre 2015, 823 millions d'utilisateurs de Facebook ont accédé au réseau social exclusivement via un appareil mobile, dépassant les 526 millions d'utilisateurs de l'année précédente. En 2016, il y avait Instagram a commencé comme mobile et plus tard développé dans les plates-formes Web aussi. En 2016, il y avait pratiquement 1,6 milliard d'utilisateurs actifs dans le monde. En outre, aux États-Unis, une étude nommée l'utilisation des pourcentages de réseaux sociaux mobiles les plus populaires a montré que le public des médias sociaux a passé un total de 230 milliards de minutes sur Facebook en 2014, soit 80% de plus qu'Instagram. Jusqu'en janvier 2016, 52% des utilisateurs en Amérique du Nord accédaient aux médias sociaux par le biais du mobile quand le taux de pénétration social mobile mondial était de 27%. Le rapport en 2017 a montré qu'environ 1 milliard d'utilisateurs visiteront Facebook via des appareils mobiles et pendant cette année, le marché américain joue un rôle important avec près de 80% des utilisateurs de Facebook utilisant des appareils mobiles pour accéder à leurs comptes. Les revenus publicitaires mobiles de Facebook représentent 10 milliards de dollars et occupent 74% des revenus au total. Il en ressort que d'ici 2018, plus de 75 % des utilisateurs de Facebook dans le monde accéderont au service via leur téléphone mobile.

## Sécurité et vie privée en réseau
Depuis le début des années 2000, de nouvelles plateformes communautaires en ligne ont rapidement émergé, dont les sites emblématiques de Facebook, Twitter ou LinkedIn. Bien que ces plateformes soient gratuites pour la plupart, les données personnelles des utilisateurs possèdent une valeur commerciale non négligeable,.
Les préoccupations en matière de protection de la vie privée sur les plateformes des réseaux sociaux ont suscité de plus en plus d'inquiétudes chez les utilisateurs. L'association Europe versus Facebook, fondée par Max Schrems, se concentre sur le respect de la législation européenne sur la protection des données. Elle accuse Facebook Ireland Ltd., la base européenne de l'entreprise, d'enfreindre le droit européen sur l'utilisation des données, et de participer au programme de surveillance Prism de la NSA, l'Agence de sécurité nationale américaine.
Pourtant, des sociologues comme Antonio Casilli contrecarrent l'hypothèse de la fin de la vie privée. Selon lui, les annonces de « la fin de la vie privée » sont erronées et politiquement biaisées. En effet, la vie privée n'est pas morte, elle est devenue collective. Il s'agit d'une négociation permanente entre les plateformes des réseaux sociaux, les utilisateurs et les pouvoirs publics.
En fait, il y a une tension entre protection de la vie privée et construction du capital social en ligne. Un dévoilement volontaire par nous-même peut nous aider à construire un réseau social plus grand et obtenir plus de capitaux sociaux. Selon la nouvelle loi  Règlement général sur la protection des données (RGPD) qui va être mise en application en 2018, les contraintes pour transférer les données hors Europe sont plus strictes et l'amende est aussi très élevée. De plus, la capacité de contrôler les données personnelles par nous-même va augmenter. Alors, on doit choisir nos stratégies individuelles de nos informations privées, pour trouver une balance entre la protection des données personnelles et la construction de nos capitaux sociaux en même temps.
Selon Joseph E. Stiglitz, il est possible de réguler les réseaux sociaux dans les pays démocratiques et même de « les dompter », « pour nous protéger des atteintes à la vie privée, de la manipulation politique et de l'exploitation de marché » par une « supervision judiciaire et parlementaire vigoureuse, avec la participation de la société civile dans un processus ouvert et transparent ». « Ces décisions risquent d'être des questions de vie ou de mort pour notre démocratie et notre société dans les années qui viennent ».
Les questions de sécurité (y compris la sécurité, le respect de la vie privée et la confiance) dans les réseaux sociaux mobiles concernent la condition d'être protégé contre différents types de défaillance, de dommage, d'erreur, d'accident, de préjudice ou tout autre événement non souhaitable, alors que les porteurs de mobiles se contactent dans des environnements mobiles. Cependant, l'absence d'une infrastructure de protection dans ces réseaux les a transformés en cibles faciles pour divers périls. C'est la principale raison pour laquelle les MSN sont porteurs de préoccupations disparates et complexes en matière de sécurité et qu'ils s'attaquent à des problèmes de sécurité divergents.
Il y a eu des cas où un utilisateur a subi des dommages corporels par le biais des médias sociaux mobiles. Par exemple, Kurt Eichenwald s'est vu envoyer un tweet contenant une image animée clignotante par un autre utilisateur qui savait qu'Eichenwald était épileptique, ce qui a provoqué une crise d'épilepsie. En raison de ces dangers, de nombreux réseaux sociaux mobiles tels que Twitter et Facebook ont mis en œuvre diverses méthodes pour protéger la sécurité des utilisateurs, telles que la suppression des utilisateurs nuisibles, la détection des logiciels malveillants et la vérification de l'identité d'un utilisateur ; toutefois, ces politiques sont encore en cours d'élaboration.
Outre les problèmes de sécurité en ligne, l'évolution des appareils mobiles a également introduit de nouveaux problèmes de sécurité hors ligne, ou physique. Les distractions causées par les réseaux sociaux mobiles ont provoqué de nombreux accidents dus au fait que l'utilisateur ne faisait pas attention à son environnement. Selon le National Safety Council, près de 330 000 blessures surviennent chaque année à la suite d'accidents où le conducteur envoyait des textos en conduisant. Les problèmes de sécurité causés par les distractions des réseaux sociaux mobiles sont devenus plus importants après la sortie de Pokémon Go en juillet 2016. Dans Pokémon Go, les utilisateurs peuvent attraper des Pokémon en se promenant en plein air avec leur téléphone. Si ce jeu a des impacts positifs, comme inciter les joueurs à faire de l'exercice, augmenter le nombre de visiteurs dans les musées et les parcs à thème, et aider les célibataires à trouver des rendez-vous, il a également entraîné une augmentation des accidents. En Californie, deux hommes sont tombés de plus de 40 pieds d'une falaise océanique alors qu'ils jouaient à Pokémon Go. À Auburn, un conducteur est sorti de la route et a percuté un arbre parce qu'il jouait à Pokémon Go en conduisant. À Pittsburgh, une adolescente a traversé une autoroute pour attraper un Pokémon et a été percutée par une voiture parce qu'elle était distraite.
Une autre préoccupation en matière de sécurité est née des applications mobiles de rencontres telles que Tinder et Hinge, où des personnes célibataires sont mises en relation pour aller à des rendez-vous. Ces environnements permettent aux criminels de commettre plus facilement des crimes tels que des viols et des meurtres, car il est difficile pour les utilisateurs de connaître complètement l'autre personne avant d'accepter de la rencontrer en face à face. En Angleterre et au Pays de Galles, 204 crimes ont été signalés en raison de Tinder ou Grindr en 2014, chiffre qui est passé à 412 en 2015. Le 23 novembre 2016, Stephen Port (en) a été condamné pour le viol et le meurtre de 4 hommes qu'il avait rencontrés sur Grindr. En avril 2016, Ingrid Lyne a été assassinée et son meurtrier présumé était un homme qu'elle avait rencontré sur une application de rencontre. Bien que les rencontres en ligne présentent de nombreux dangers, elles ont également aidé avec succès des célibataires à trouver l'amour et le mariage. L'amélioration des procédures de sécurité concernant les applications mobiles de rencontre est un travail continu des forces de police et des développeurs de ces applications mobiles.

## Impact des réseaux sociaux sur les adolescents
Les réseaux sociaux comportent énormément d'avantages, mais sont également accompagnés de nombreux inconvénients. Les médias de masse, tels qu'internet, sont d'une telle popularité qu'ils sont dans la possibilité d'influencer un vaste auditoire. C'est pourquoi les jeunes adolescents peuvent facilement être influencés à adopter certains comportements tels que du narcissisme, de la déviance sexuelle, des troubles de colère ou même développer des troubles émotionnels.
Cela étant dit, il est important de mentionner que selon l'article «Les influences culturelles à l'ère des réseaux sociaux numériques», les auteurs affirment que l’influence de la famille et des amis est encore d’actualité. À la grande surprise des chercheurs, l’influence des médias vient en second plan. En effet, autant les médias sociaux que l’entourage contribuent à modifier les comportements d’un individu. Les influences dites virtuelles viennent seulement renforcer nos idéologies de départ. Cependant, de nombreuses recherches ont été effectuées sur la répercussion des réseaux sociaux sur les adolescents.
La chercheuse et professeure en science de l’information et de la communication, Anne Cordier, définit l’impact des réseaux sociaux comme provocateur d’une certaine socialisation. En effet, les adolescents auraient une vie sur les réseaux sociaux. Les adolescents détiennent des pratiques informationnelles et savent qu’il faut faire attention à leurs données personnelles et ils discernent rapidement les Fake News. Anne Cordier explique aussi que les adolescents ont désormais deux vies sociales, une vie réelle et une vie numérique au sein des réseaux sociaux. Elle ajoute que cette vie sociale, malgré les règles mises en place, ne s’arrête pas à la porte des établissements scolaires. Les réseaux sociaux seraient positifs pour les adolescents car ils permettraient, contrairement à ce que nous pourrions croire, une forme de socialisation.

### Impact des réseaux sociaux sur la vie sexuelle des adolescents
En effet, dans le texte « Le fléau. Sexualité adolescente, Internet et panique morale », on explique que les adolescents ont tendance à utiliser internet à des fins sexuelles puisqu’ils sont facilement exposés à ce genre de contenu. Dans l’émission d’affaire publique Enjeux, on affirme que « les jeunes n’ont qu’à faire un petit clic sur un écran d’ordinateur, et le tour est joué ». Enjeux produit également une émission appelée « Adoporno.com » où on décrit comment les adolescents font usage d’internet à des fins pornographiques. En effet, puisque internet est un monde conçu principal pour les jeunes, les parents ont beaucoup moins de contrôle sur ce que leurs enfants consomment sur le net. Puisque les adolescents sont constamment et facilement en contact avec l’industrie pornographique, il est beaucoup plus facile de se comparer et de reproduire certains comportements. Les jeunes sont naïfs et facilement influençables, l'accès facile et  à du contenu pornographique sans être sur de l'age de l'internaute peut avoir des répercussions directes sur la façon qu’un jeune se percevra ainsi qu'en termes de développement de dépendances sexuelles.

### Impact des réseaux sociaux sur les émotions des adolescents

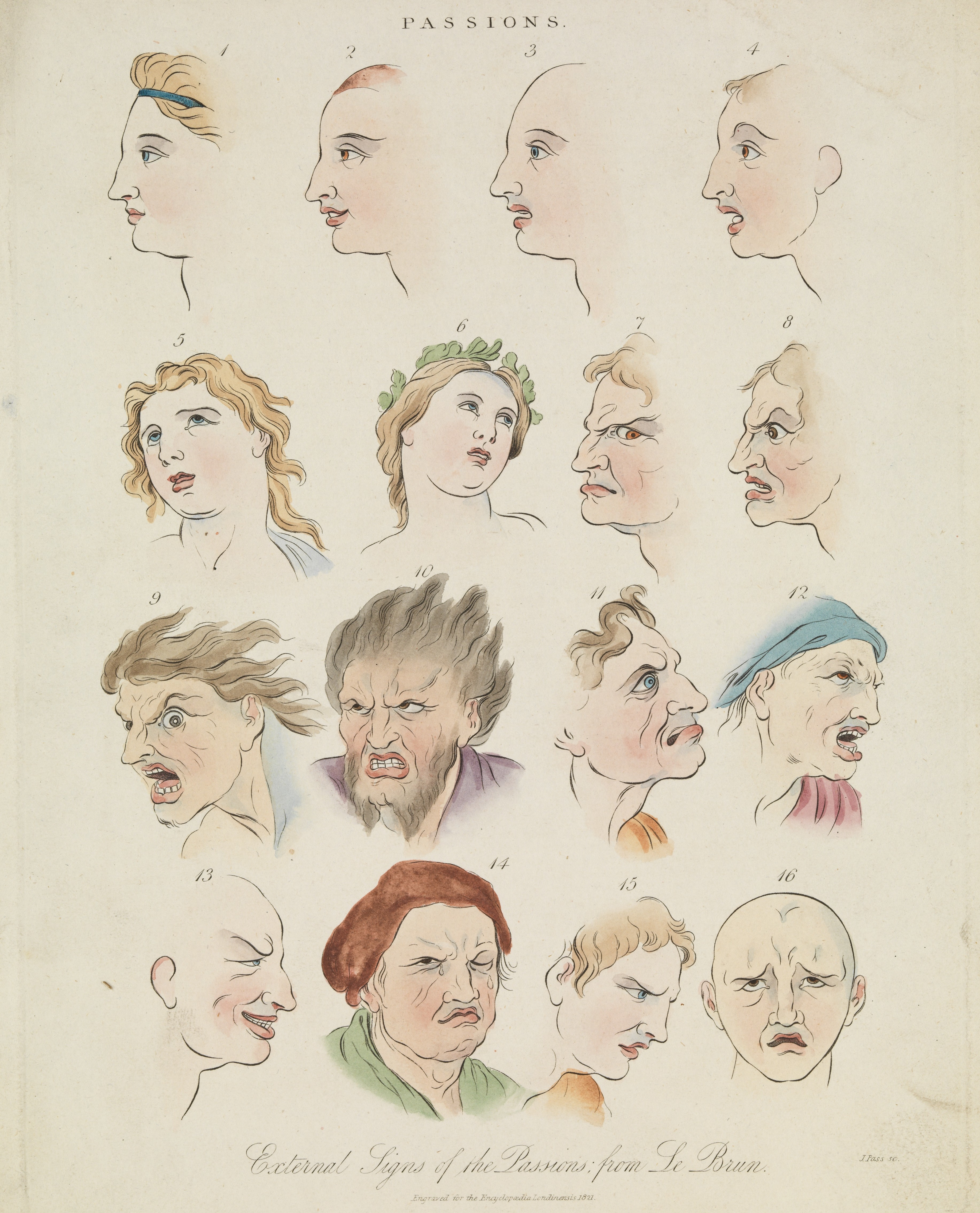
16 visages exprimant différentes émotions humaines. / Credit: Coloured engraving by J. Pass, 1821, after C. Le Brun. Attribution 4.0 International (CC BY 4.0). Source: Wellcome Collection.

Les plateformes numériques donnent accès à énormément d’informations ainsi, les photos et les vidéos qui sont partagés sur ces réseaux sociaux ne sont pas toujours adaptés à l’internaute qui le consomme. Les jeunes qui sont en contact avec ces images doivent avoir « la capacité à élaborer des tactiques personnelles réflexives qui permettent de préserver une cohérence entre leurs conduites et les émotions du moi profond ». En d’autres mots, les adolescents doivent être en mesure de ne pas laisser leurs émotions prendre le dessus, ce qui est une tâche ardue lorsqu'on est un jeune en pleine phase d'apprentissage. Dans l'article « Le travail émotionnel des adolescents face au web affectif. L’exemple de la réception d’images violentes, sexuelles et haineuses », on prend l’exemple du jeune Alexis qui a été en contact avec des images d’un film d’horreur sur une plateforme numérique : « Lorsque j’ai vu ces images, j’ai senti quelque chose de désagréable. J’avais peur que les images s’imprègnent dans ma tête et qu’elles reviennent en boucle comme pour un traumatisme ». Avec cet exemple, on voit tout de suite le pouvoir qu’ont les images sur les jeunes consommateurs d’internet. La recherche a aussi permis de constater que ce n’est pas tous les jeunes qui sont émotionnellement investis dans ce qu’ils voient sur internet. Certains sont capables de s'en dissocier, certains sont extrêmement sensibles et touchés par le contenu partagé.

### Impact sur la santé mentale

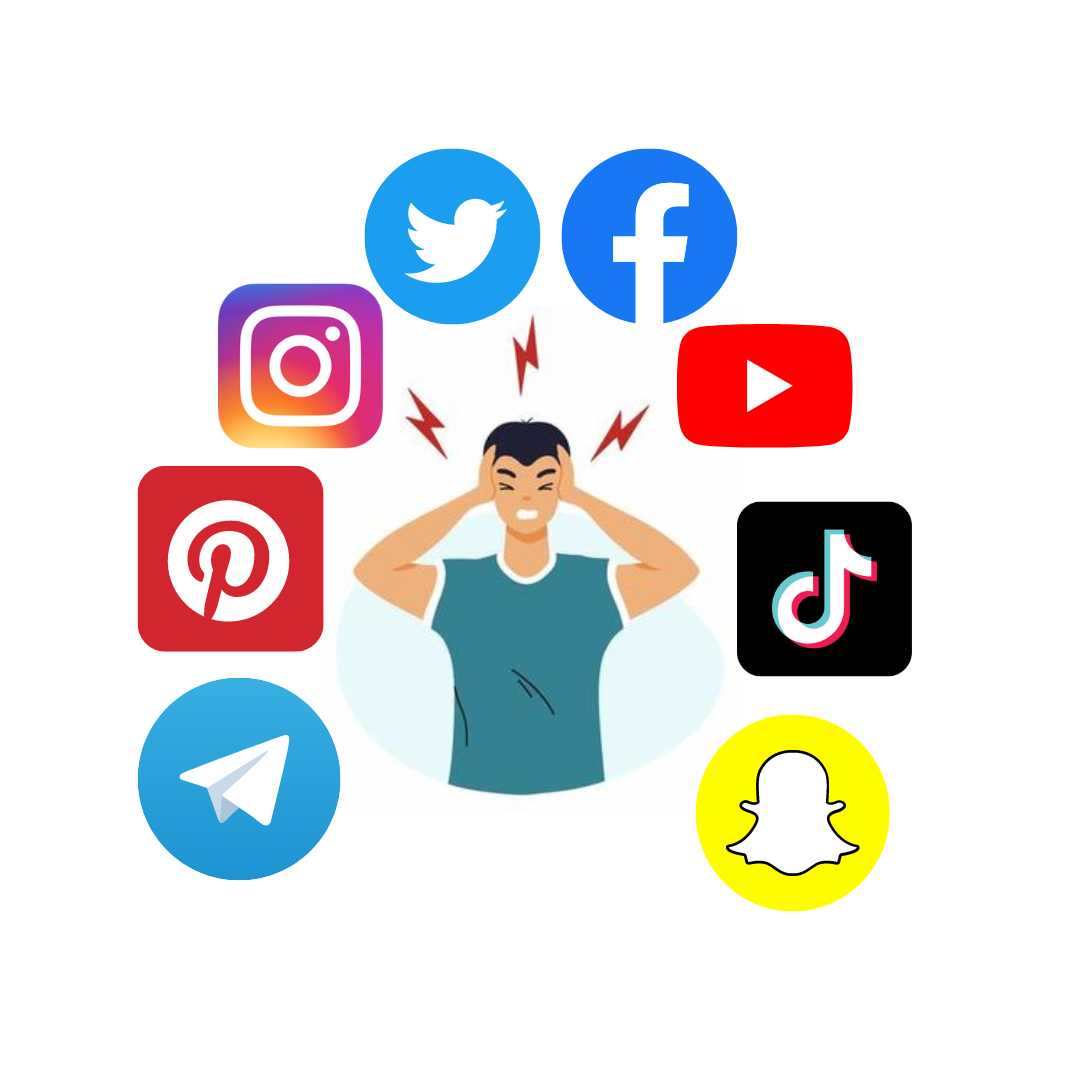
Cyberharcèlement et cyberdépendance sont des risques pour les jeunes.

#### Cyberharcèlement
Les médias sociaux peuvent avoir un effet assez toxique sur la santé mentale des jeunes : le cyberharcèlement (en anglais : cyberbullying) qui est directement lié aux réseaux sociaux, trouvant sa source dans ces plateformes. Les jeunes n’ont souvent pas la perception du danger et des conflits sur les réseaux sociaux. Cependant, la majorité d’entre eux sont capables de définir la problématique qu’est le cyberharcèlement et sont conscients des conséquences sur la victime. Il peut s’agir de dépression, d’anxiété ou bien d’isolement par exemple. Dans le même ordre d’idées, la comparaison malsaine venant du fait que l’accent est mis sur l’identité et sur l’image que nous présentons de nous-mêmes, peut engendrer le même type de conséquences. Nous pouvons rajouter à cela que l’estime de soi se trouve souvent amoindrie, puisque nous sommes constamment exposés à des images d’individus présentés sous leur meilleur jour.

#### Cyberdépendance
La cyberdépendance est un point à ne pas négliger, puisqu’elle peut avoir de nombreuses répercussions sur la santé mentale, ainsi que les habitudes de vie d’une personne. Que ce soit l’alimentation, les études ou le sommeil par exemple. Elle se définit comme étant un besoin compulsif de se brancher au réseau Internet et d’en faire une utilisation excessive. En effet, malgré les riches avantages des réseaux sociaux, ceux-ci apportent tout de même des désavantages sur les plans social et psychologique sur les jeunes. La cyberdépendance, qui engendre une addiction et une consommation excessive des réseaux sociaux, reflète un ensemble de phénomènes comportementaux et physiologiques.
Une étude par questionnaire a été réalisée par Houssem et Kaouther sur l’addiction au réseau social Facebook en 2015, faisant ressortir que les usagers entre 15 et 22 ans sont plus susceptibles d'être dépendants. De plus, l'enquête a aussi identifié que plus l’usager avait un nombre d’amis élevé sur Facebook, plus l’usager est cyberdépendant[réf. souhaitée].
La cyberdépendance est un vrai problème dans notre société d’aujourd’hui puisque nous sommes constamment entourés et confrontés à des réseaux sociaux dans le cadre de notre travail ou notre vie personnelle. Plusieurs études scientifiques ont résulté que la cyberdépendance était à cause d’un sentiment de vide social et de défaillances individuelles. Les réseaux sociaux offrent également la possibilité de se faire passer pour quelqu’un d’autre ou d'étendre son identité dans le monde virtuel, ce qui peut accentuer l’excitation de l’usager. Plus les individus communiquent via les technologies, plus ils se sentent seuls.
Selon Magali Dufour, professeur agrégée, une personne connectée sur les réseaux sociaux n’est pas forcément une personne dépendante. Elle mentionne que le manque de sommeil, la diminution de productivité serait l’une des causes principales.

#### Impact des réseaux sociaux sur l'estime de soi des adolescents

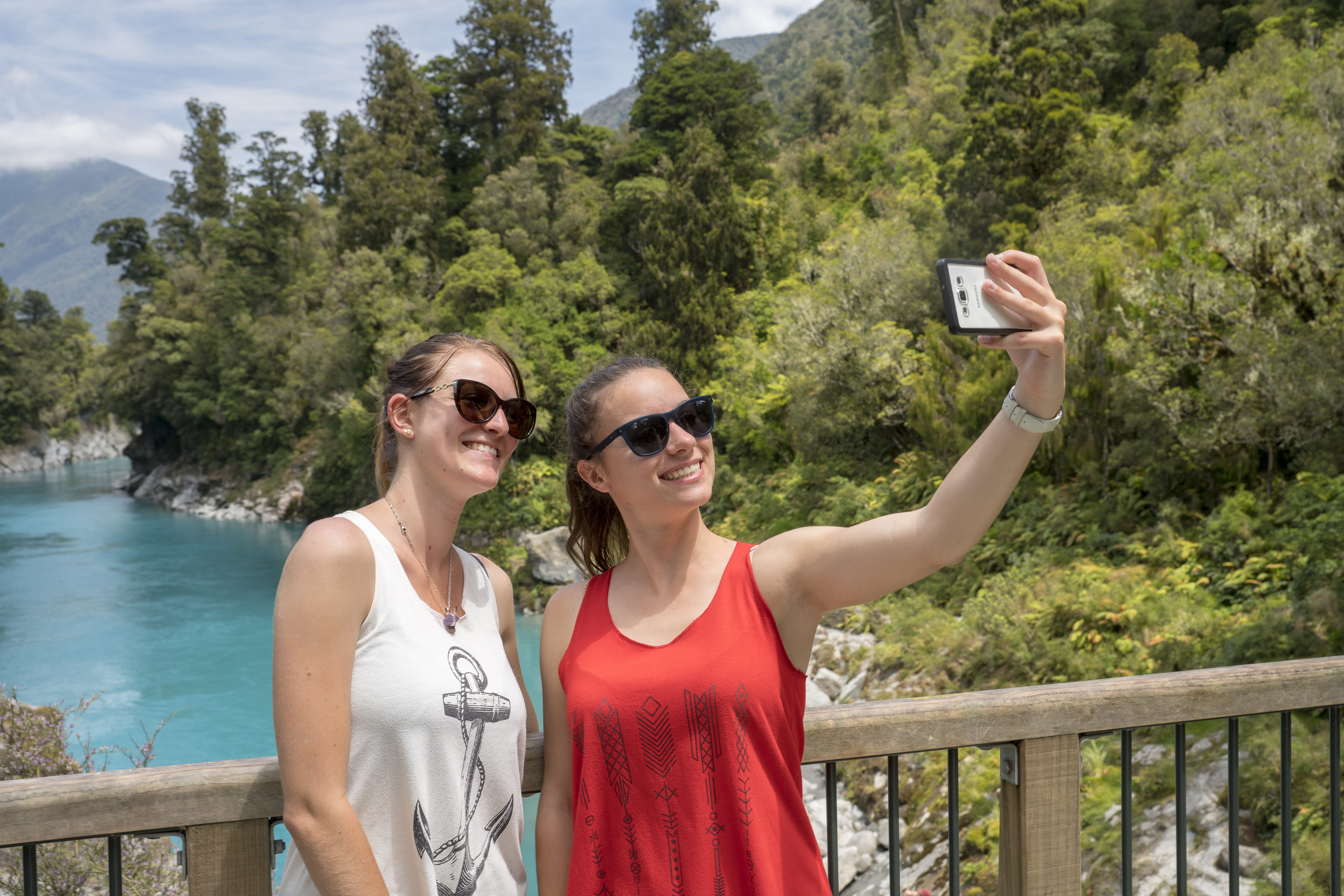
Deux jeunes femmes réalisant un selfie dans les années 2010.

Quoi de plus populaire sur les réseaux sociaux que le fameux selfie ou en français, l'égoportrait. Le selfie est une fausse image que nous renvoyons de nous-mêmes. En d'autres termes, tout est calculé et tout est planifié. Le meilleur endroit pour trouver des selfies est, bien sûr, sur les réseaux sociaux. Notre fil d’actualité est rempli d’autoportraits pris dans des angles particuliers afin de nous mettre en valeur. Lorsqu’on est constamment exposé à ce genre de photographies, il en devient difficile de ne pas se comparer. Dans l'article « Les Confessions Facebook ou le selfie inventé par Jean-Jacques Rousseau », on décrit le selfie comme du narcissisme et même de l’exhibitionnisme. La mode du selfie n’a aucun autre objectif que de se prouver consciemment et inconsciemment aux autres, et ce, en permanence. « Le sujet photographe regarde attentivement l’appareil, en tentant de trouver l’espace parfait entre son corps et l’appareil dans un va-et-vient de rapprochement et de distanciation ». Les adolescents peuvent développer des troubles de santé mentale en raison de la pression sociopsychologique qu'entraine le phénomène de l'égoportrait tel que la dysmorphophobie, des séquelles physiques ou psychologiques ou même le syndrome Snapchat dysmorphia. Ce syndrome se caractérise par le désir de recourir à la chirurgie esthétique afin de ressembler à nos selfies prises avec des « filtres embellisseurs ».
Une faible estime peut être associée à la dépression, mais à l’opposé, un rehaussement de l’estime peut faire apparaître des traits de caractères narcissiques chez un individu. Ce trait de personnalité a été mis en lien avec l’utilisation des réseaux sociaux et en effet, « les analyses révèlent que les conduites d’exposition de soi, le névrosisme et le narcissisme sont positivement liés à une utilisation problématique des réseaux sociaux, tandis que la conscience, l’agréabilité et l’estime de soi sociale lui sont négativement associés ».

#### Autres risques
Autre que le cyberharcèlement et la cyberdépendance, il est important de noter que d’autres risques potentiels sont à prendre en compte tels que le sexting, la dépression ou la protection de la vie privée.

### Impact sur le sommeil
(août 2023).
Les réseaux sociaux engendrent une augmentation du temps d’écran, ce qui peut entrainer de mauvaises répercussions sur la qualité du sommeil des consommateurs quotidiens. Les adolescents d’Amérique du Nord passent en moyenne 7 heures de leur journée devant un écran qui projette de la lumière bleue. Cette partie du spectre de la lumière visible réduit la production de mélatonine. Lorsqu’il y a une diminution de cette hormone communément appelée l’hormone du sommeil, il devient plus difficile de s’endormir et d’avoir un sommeil de qualité. Une trop grande exposition à la lumière bleue peut donc être la cause d’insomnies, de parasomnies et d’autres troubles. Un manque de sommeil récurrent peut générer plusieurs problèmes de santé. Par exemple, des problèmes cardiovasculaires, un système immunitaire affaiblie, des problèmes de mémoire, une baisse des capacités physiques ainsi que des impacts néfastes sur le système reproducteur.

### Impact sur la sociabilité
Certains réseaux sociaux facilitent le contact entre des relations déjà existantes, d’autres sont plus larges, donc permettent les rencontres, entre autres, grâce aux champs d’intérêt commun. Cependant, on dit qu’il y a augmentation de «liens faibles», c’est-à-dire de simples connaissances ou bien des amis d’amis, au dépit des relations durables et solides. Il y a présence du phénomène de réseautage compulsif qui se décrit comme étant la course à avoir le plus d’amis et d’abonnés sur ces plateformes. Évidemment, il s’agit d’une valeur quantitative et non qualitative. C’est pourquoi nous pouvons dire que les réseaux sociaux ne sont pas un moyen de renforcer la sociabilité. Les gros utilisateurs de Facebook sont aussi ceux qui sortent le plus avec leurs amis et leurs proches. On dit également que ceux qui ont un entourage présent sur les réseaux sociaux auront moins tendance à étendre leur réseau social. Le type de personne pouvant le plus bénéficier de la rapidité et de la facilité d’utilisation de ces plateformes, sur le plan de la sociabilité, est l’individu ayant un moindre réseau de connaissances. Il trouvera plus d’opportunités de se créer de nouvelles connaissances. L’influence des réseaux sociaux est dépendante du contexte social et générationnel. Si l’on se fie au dernier élément, les jeunes ont plus tendance à accepter des inconnus en amis et l’usage de Facebook leur permet aussi de rencontrer leurs amis et d'organiser des événements[réf. à confirmer]. De nos jours, la majorité de la population a un profil sur les plateformes d’Internet.

## Cadre réglementaire
En Europe, des régulateurs considèrent que certains réseaux sociaux n'obtiennent pas un consentement explicite de leurs utilisateurs actifs pour les suivre sur d'autres sites et d'autres applications que ceux auxquels ils sont inscrits. Selon eux, certains, parmi plusieurs milliards d'utilisateurs, n'ont aucune idée d'une part de la quantité de données que les réseaux sociaux peuvent collecter à leur sujet et d'autre part de la manière dont ces données peuvent être utilisées pour influencer leur comportement. La possibilité que les géants du secteur ont de manipuler injustement leurs utilisateurs crée un mal-être en Europe[pas clair]. Au-delà de la régulation via le droit des données et le règlement général sur la protection des données, la question du mode de régulation des réseaux sociaux demeure, ainsi que l'expose, notamment, le rapport, rendu au gouvernement français en mai 2019, Créer un cadre français de responsabilisation des réseaux sociaux : agir en France avec une ambition européenne.
La contrepartie de services gratuits est parfois sujette à une multitude d'obscures analyses, de profilages et de traitements algorithmiques non-transparents, selon Johannes Caspar, le commissaire à la protection des données de Hambourg en Allemagne. Certains acteurs peuvent analyser chaque action unique, et chaque relation peut être minutieusement contrôlée par les décideurs de ces réseaux sociaux, selon Giovanni Buttarelli, le Contrôleur européen de la protection des données qui préside l'autorité indépendante de l'UE. Il considère que les personnes sont traitées comme des animaux de laboratoires par les acteurs de l'Internet. Toutefois, des autorités européennes obtiennent l'engagement du réseau social Facebook d'arrêter l'utilisation de la reconnaissance faciale dans l'union européenne.
Aux États-Unis, l'usage débridé de la technologie pose la question de l'anonymat, sur Internet, dans la rue, et dans les manifestations politiques selon des défenseurs des libertés civiles.
Le cadre réglementaire évolue aussi en fonction de la jurisprudence, en décembre 2019, un tribunal français condamne à 6 mois de prison avec sursis un internaute ayant publié des injures racistes et sexistes sur Facebook.
Plus récemment, à la suite des événements se passant au Proche-Orient depuis le 7 octobre 2023, il a été procédé dans ce contexte à une surveillance accrus des Réseaux sociaux, la France faisant notamment pression sur X (ex Twitter),pression se renforçant aussi en Israël sur ce sujet, l'avocate altermondialiste Leah Tsemel critiquant ce contrôle l'assimilant à une censure signifiant pour, elle, la fin de la liberté d'expression dans ce pays, le Gouvernement Français également s'appuyant sur le Règlement sur les services numériques (Dsa) entré en vigueur le 25 août 2023 pour justifier le renforcement des contrôles sur les forums, Elon Musk étant, lui, fortement critiqué pour laisser notamment s'exprimer librement la haine sur le média dont il est propriétaire depuis son rachat en octobre 2022, s'appuyant en cela sur le Premier amendement de la Constitution des États-Unis d'Amérique en contradiction stricte des lois européennes sur la Liberté d'expression alors en vigueur sur ce sujet.

## Description de différents médias sociaux
Un média social, est une application web qui permet la création et la publication de contenus générés par l'utilisateur et le développement de réseaux sociaux en ligne en connectant les profils des utilisateurs.
Le terme recouvre les différentes activités qui intègrent la technologie, l'interaction sociale et la création de contenu. Les médias sociaux utilisent l’intelligence collective dans un esprit de collaboration en ligne. Par le biais de ces moyens de communication sociale, des individus ou des groupes d’individus forment un réseau social, collaborent, créent ensemble du contenu Web, organisent le contenu, l’indexent, le modifient ou font des commentaires, le combinent avec des créations personnelles.
Les termes Web 2.0 et médias sociaux demeurent assez proches et concernent une grande variété de sites différents : les blogs, les wikis, et les réseaux sociaux numériques de tout type. Les médias sociaux utilisent beaucoup de techniques, telles que les flux RSS et autres flux de syndication Web.
Avec le tournant du Web 2.0, l’aspect «collectif» prônant l’échange et le partage est mis de l’avant. L’internaute est donc devenu actif contrairement à autrefois. Comme l’accent est mis sur l’identité, les utilisateurs interagissent par la mise en scène de soi par les publications qu’ils font. Les informations privées sont mises à la vue de tous et nous pouvons dire que ces plateformes permettent aux internautes de découvrir ce qui les intéresse via les publications de leur fil d’actualité. Bref, ce nouveau type de réseaux sociaux apporte son lot d’impacts sur les jeunes, et ce, sous différents niveaux.

### Distinction entre médias sociaux et réseaux sociaux numériques
Les technologies des médias sociaux prennent différentes formes telles que des blogs, des réseaux sociaux professionnels, des réseaux sociaux d'entreprise, des projets collaboratifs, des forums, des microblogs, du partage de photos, de la revue de produits/services, du bookmarking social, du jeu social, des réseaux sociaux, du partage de vidéos et des mondes virtuels.
Les réseaux sociaux numériques (RSN) ne sont qu’une autre sous-partie des médias sociaux. Parmi les médias sociaux, il faut distinguer les outils de publication et de discussion des réseaux sociaux numériques que l’on peut diviser en deux types :
- les RSN de contact pour lesquels les fonctionnalités de mise en relation sont principales :
- les RSN de contenu pour lesquels les fonctionnalités de réseau sont secondaires et sont basées sur une activité particulière.

En 2007, Boyd et Ellison préfèrent parler de « sites de réseaux sociaux » et les définissent comme une plateforme de communication basée sur le Web qui permet aux individus de :
- disposer de profils associés à une identification unique qui sont créés par une combinaison de contenus fournis par l’utilisateur, de contenus fournis par des « amis » et des données du système - exposer publiquement des relations susceptibles d’être visualisées et consultées par d’autres ;
- accéder à des flux de contenus incluant des contenus générés par l’utilisateur (notamment des combinaisons de textes, photos, vidéos, mises à jour de lieux et/ou liens) fournis par leurs contacts sur le site.

Un réseau social permet donc aux utilisateurs d’articuler et de rendre visible leur réseau, que ce soit pour établir de nouvelles connexions ou maintenir des liens existant hors ligne (latents).
En 2009, Thelwall catégorise les réseaux sociaux numériques selon leurs trois objectifs : la socialisation, le réseautage et la navigation (sociale).
| Médias sociaux                        | Outils de discussion | Forums de discussion : PhpBB, Discourse Messageries instantanées : Element, Skype, WhatsApp, Google Hangouts, Viber, Telegram                                                      |
| Réseaux sociaux numériques            | Outils de publication | Wikis : Wikipédia Blogs : Blogger, Skyblog |
| Sites de réseaux sociaux              | Réseaux sociaux numériques de contact | Réseaux sociaux généralistes : Diaspora*, Facebook, MySpace, X (ex Twitter), VK Réseaux sociaux professionnels : LinkedIn, Viadeo Univers virtuels : SecondLife, World of Warcraft |
| Réseaux sociaux numériques de contenu | Micro-publication : Mastodon, X (ex Twitter), Pownce Partage de vidéos : PeerTube, YouTube, DailyMotion, Vimeo, TikTok Partage de photos : Flickr, Instagram, Pinterest Partage de liens : Diigo, StumbleUpon, Scoop.it Partage de musique : Soundcloud, Bandcamp, Deezer Partage de critiques de livres : Goodreads, Babelio, SensCritique Livecasting : Justin.tv, Twitch Partage de code source : GitHub, GitLab | |

### Réseau social numérique de contenu
On parle de RSN de contenu car ceux-ci offrent la possibilité aux utilisateurs de partager et de consulter des contenus vidéos (YouTube), musiques (Deezer), photos (Flickr), art conceptuel et art numérique (DeviantArt, Fantia, Niconico, Kemono party, Twicomi, Naver), jeux video ou métavers (Second Life, IMVU, Habbo) et autres avec d'autres utilisateurs.

### Réseau social numérique de contact
Deux types de RSN de contact peuvent être distingués :
- généraliste : ils correspondent aux sites comme Facebook où les utilisateurs entretiennent des contacts avec d’autres utilisateurs afin de partager des expériences et de garder le contact dans le temps ;
- professionnel : les sites tels que Linkedin ou Viadeo offrent plutôt aux utilisateurs la possibilité de se créer un réseau de contact professionnel et permettent d’entretenir une e-réputation sur le web susceptible d’être consultée par de futurs recruteurs ou partenaires.

### Outils de publication
Il existe différents types d’outils de publication sur le web, ils peuvent se présenter sous la forme de plateformes de blog, plateformes de wikis et les portails de journalisme citoyen. L'utilisation du blog est importante au début des années 2000, mais est reléguée au second plan avec l’arrivée du Web 2.0 et l'émergence du réseautage social.
Wikipédia est l’outil de publication le plus visité chaque mois avec plus de 20 millions de visiteurs uniques mensuels[réf. nécessaire]. Le site X (ex Twitter) est, à son lancement, considéré comme un outil de micro-publication dû au faible nombre de caractères autorisés dans un tweet (140). Il est généralement considéré comme un réseau social numérique de contact dans les années 2010[réf. nécessaire].

### Outils de discussion
Les outils de discussion peuvent se présenter sous différentes formes : les forums, les systèmes de messagerie instantanée et les systèmes de VoIP. Ce sont des outils de conversation en ligne. Ils sont utilisés pour discuter à distance à la fois dans le cadre de la vie privée tout comme dans celui de la vie professionnelle et permettent d'harmoniser et de synchroniser le travail.
Le leader mondial en matière d’outil de discussion est le logiciel Skype[réf. nécessaire]. En effet, la popularité de ce logiciel n’a cessé de croître depuis son lancement en 2003 et il a fini par supplanter Windows Live Messenger en matière d’outil de discussion qui était le leader incontesté avant l’arrivée de Skype[réf. nécessaire]. Cela a conduit au rachat de Skype par Microsoft en 2011 et contribué à l’expansion du logiciel. Fondé en 2003, Skype a été le leader du marché puis a été racheté par Microsoft en 2011 qui a contribué à l'expansion du logiciel. Le service Skype sera stoppé au profit de la nouvelle application Microsoft Teams en mai 2025.
Le jeu en ligne massivement multijoueur peut également être considéré comme un outil de discussion, bien que ce ne soit pas la principale caractéristique de ce type de logiciel.

### Tendances
En janvier 2023, les médias sociaux les plus utilisés en France sont Facebook, WhatsApp et Instagram. Suivent Facebook Messenger, Snapchat, TikTok, X (ex Twitter), Pinterest, Imessage, Linkedln, Skype, Discord, Telegram et Reddit.[réf. nécessaire]

### Profil de l'utilisation des médias sociaux
Les médias sociaux sont utilisés par moins de 40% des Français, mais par plus de 80% des Hongrois.

#### Par classe d'âge
Les médias sociaux sont utilisés par une grande partie de la population, en majorité par des jeunes.
| Âge            | Utilisateurs |
| -------------- | ------------ |
| 12-17 ans      | 76%          |
| 18-24 ans      | 93%          |
| 25-39 ans      | 82%          |
| 40-59 ans      | 59%          |
| 60-69 ans      | 34%          |
| 70 ans et plus | 14%          |

### Shadow profiles
Certains médias sociaux collectent des données sur des personnes externes et non inscrites à leur service ; ce sont les données des Shadow profiles (en français : « profil fantôme »).

## Médias sociaux et monde du travail

### Métiers des médias sociaux
Si la plupart des médias classiques se sont progressivement dotés de fonctions traitant et gérant les activités dites "2.0" et de réseaux sociaux en ligne, le secteur des médias sociaux a développé de véritables nouveaux métiers, répondant à de nouvelles missions. La plupart du temps, ils reformulent cependant des fonctions préexistantes dans les médias classiques, les entreprises et connues dans le premier internet (1995-2000).
Le métier le plus symbolique de ce mouvement est le community manager (ou responsable de communautés), qui est, par exemple, le prolongement naturel du modérateur du début des années 2000, sur les forums en ligne notamment. Le social media editor (ou éditeur de médias sociaux) peut aussi s'apparenter à des fonctions de patrons ou éditeurs de presse dans le cadre de projets d'entreprise indépendants. Mais il peut aussi correspondre à des fonctions de directeur éditorial (ou directeur de rédaction) dans des groupes médias déjà installés, plus globaux et pluridisciplinaires.
Dans les rédactions de presse, le « journaliste-développeur » s'est aussi imposé non comme poste explicite, mais comme une tendance de profils en recrutement. Il répond à plusieurs besoins mêlés : de la rédaction de contenus et production multimédia (photo, audio, vidéo) en ligne et pour les médias sociaux; de la manipulation régulière d'outils et d'interfaces web 2.0; de la manipulation de code HTML notamment.
La notion de « journaliste-entrepreneur » est aussi apparue dans la foulée : elle témoigne d'un fait de l'époque où de nombreux journalistes, perdant leur poste en rédaction, se reconvertissent professionnellement. Ils œuvrent ainsi comme consultants et/ou enseignants/formateurs en internet et médias sociaux, et développent des projets d'entreprises dédiés à leurs activités et autres.

### Services en ligne de réseautage professionnels
Les réseaux sociaux professionnels (RSP) sont spécialisés dans la mise en relation professionnelle en ligne. Plateformes professionnelles de mise en relation, ils fonctionnent en système ouvert et favorisent les rencontres professionnelles, les contacts d'affaires, ils permettent aussi de développer des partenariats, de trouver des investisseurs, de se faire connaître des professionnels et de les identifier. Ils sont ainsi de plus en plus utilisés dans des buts de démarchage. Les indépendants et autres professions libérales y ont naturellement moins recours.
Les RSP sont aussi un acteur du recrutement 2.0, car ils mettent en ligne les offres de poste, les profils, les curriculum vitae (CV). Ils permettent ainsi à l'employeur de trouver le bon profil, au postulant d'optimiser son parcours professionnel à l'aide de ses contacts, et favorisent la croissance et la communication de l'entreprise. Ces sites de networking en ligne, parallèles aux systèmes internes de réseautage d'affaires proposés par les grandes entreprises, sont en pleine expansion. Au vu du développement exponentiel du réseautage professionnel en France, les organismes officiels et les grandes entreprises établissent des partenariats stratégiques avec les sites de rencontres professionnels comme le partenariat de Viadeo avec l'APEC ou encore Thalys. Ils peuvent ainsi y ajouter de multiples fonctionnalités liées à la spécificité de leurs activités.
Après le passage au web-recrutement, la communication RH (ressources humaines) est donc, par le biais des RSP, dans sa seconde révolution internet.
Les principales plateformesde ce type sont Viadeo, LinkedIn et Xing.

### Candidats
Si les candidats ont accès à plus d’informations sur les employeurs potentiels, les recruteurs ont eux aussi accès à davantage de renseignements sur ces derniers. La CNIL rappelle ainsi aux internautes qu’« une grande vigilance s'impose concernant la nature des données mises en ligne et le choix des personnes qui pourront y accéder. En effet, la réputation de l'internaute peut être mise en cause, dans sa sphère privée ou professionnelle » (CNIL, 2008)[réf. incomplète].
D’après une étude de RegionsJob (2011), 44% des recruteurs indiquent faire des recherches de type nom/prénom sur les candidats qui postulent chez eux et 8 % des recruteurs interrogés déclarent avoir écarté un candidat à cause de traces jugées négatives trouvées en ligne. Les candidats doivent ainsi faire attention à leur identité numérique et réputation numérique (e-réputation).

### Employeurs
Les médias sociaux représentent un défi pour la marque employeur des entreprises. En effet, avec le développement de ceux-ci, les internautes, et à fortiori les candidats, ne sont plus de simples spectateurs. Beaucoup n’hésitent pas à exprimer leurs opinions en ligne et à remettre en question les émetteurs traditionnels d’information[Lesquels ?].
Selon RegionsJob (2011), en France, plus de 88 % des candidats interrogés indiquent se renseigner en ligne avant de postuler à une offre d'emploi, et la moitié a déjà abandonné l’idée de postuler à la suite des informations trouvées. Néanmoins, seuls 34 % des sondés sont allés chercher ces informations sur un réseau social professionnel, la plupart utilisant un moteur de recherche.
Une autre étude du cabinet Deloitte de 2009 , révèle que 74 % des salariés pensent qu’il est facile d’endommager la réputation d’une entreprise sur les médias sociaux. Ainsi, tout internaute peut potentiellement affecter la marque et la réputation d’un employeur sur des plateformes échappant à leur contrôle. Ces discussions existent déjà “hors ligne”, mais les médias sociaux permettent de toucher une audience bien plus large, augmentant ainsi les conséquences pour la marque employeur.
Inversement, selon Martin et al. (2009)[réf. incomplète], les médias sociaux peuvent permettre aux professionnels RH de contribuer à la stratégie et à la réputation de l’entreprise, notamment via le développement de la marque employeur.
À noter qu’une marque employeur peut être forte mais avoir une mauvaise image. Cela peut être le cas lors de crises comme des licenciements médiatisés. Ce fut par exemple le cas pour Danone lors de licenciement dans la branche Lu.